# Youssouf Amine Elalamy

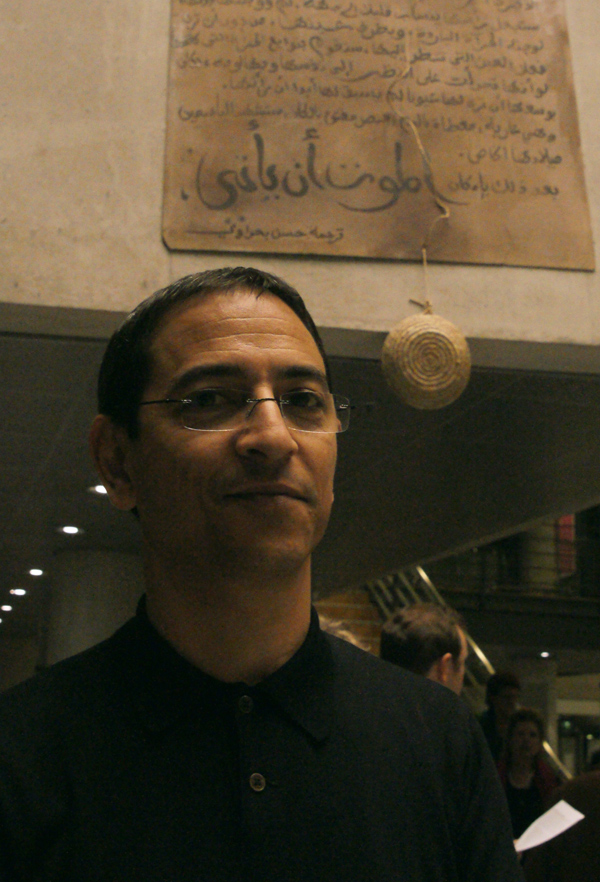
Youssouf Amine Elalamy vor einem Text seiner literarischen Installation Nomade in der Königlich Dänischen Bibliothek in Kopenhagen, 2009

Youssouf Amine Elalamy (arabisch يوسف أمين العلمي, DMG Yūsuf Amīn al-ʿAlamī; * 20. November 1961 in Larache, Marokko) ist ein frankophoner marokkanischer Schriftsteller, Kommunikationswissenschaftler und Hochschullehrer.

## Leben und Werk
Elalamy besuchte das französische Lycée Descartes in der marokkanischen Hauptstadt Rabat und studierte danach an der New York University in den USA. Dort erhielt er ein Fulbright-Stipendium, um Aspekte der Werbung in den Medien für seine Dissertation in Kommunikationswissenschaften zu untersuchen. Gleichzeitig studierte er Werbedesign am Fashion Institute of Technology sowie der Parsons School of Design in New York City und schloss sein Studium 1991 mit einer Promotion ab.
Nach einem dreijährigen Aufenthalt in New York kehrte er nach Marokko zurück, wo er 1998 seinen ersten Roman Un marocain à New York veröffentlichte. Für diesen Roman erhielt er den Preis des British Council International als beste Reiseerzählung sowie 2001 den von der französischen Botschaft in Marokko verliehenen Prix Grand Atlas. 2010 wurde sein Roman Les clandestins (dt. Gestrandet) mit dem Preis „Le Plaisir de Lire“ ausgezeichnet.
2006 veröffentlichte Elalamy Kurzgeschichten unter dem Titel Tqarqib Ennab (dt. Klatsch) in verschriftlichter Form seiner marokkanisch-arabischen Muttersprache Darija. Dazu schuf er Plakate, die den Tarotkarten der marokkanischen Hellseherinnen nachempfunden waren. In einem Interview erklärte Elalamy, dass er mit diesen in Reimen verfassten Texten der Umgangssprache literarischen Rang verleihen wollte. Sie wurden anschließend in mehreren Städten auf öffentlichen Plätzen in der Tradition der ḥalqa, einer traditionellen Form des Straßentheaters, von dem Théâtre Nomade aufgeführt.
Sein Roman Drôle de Printemps von 2015 besteht aus 330 sehr kurzen Texten, die der Dynamik des sogenannten Arabischen Frühlings als Kettenreaktion zahlreicher Ereignisse entsprechen sollen. Als Tribut an die arabische Jugend ähneln die kurzen Passagen des Buchs Posts auf Facebook oder anderen sozialen Medien.
2020 gewann Elalamy den französischen Prix Orange pour le livre en Afrique für seinen Roman C'est beau, la guerre. Dieses Werk stellte er im Oktober 2021 in einer Lesung an der Technischen Universität Dresden vor. Bereits 2009 war Elalamy Teilnehmer des Internationalen Literaturfestivals Berlin.
Elalamys erstes auf Deutsch erschienenes Buch Gestrandet ist ein literarisches Werk über anonyme afrikanische Flüchtlinge, die den Versuch, Europa zu erreichen, mit dem Leben bezahlen. In einer Rezension für den Deutschlandfunk kommentierte es der Journalist Kersten Knipp wie folgt:

„Lässt sich der Tod überhaupt ästhetisch in Szene setzen? Ja, er lässt sich, Elalamy hat es in seinem Roman bewiesen. Doch das gelingt nur, indem er den Tod, genauer: die Leichen, immer wieder in Großaufnahme zeigt, sie also beschreibt mit all den Wunden, die sie sich bei der Überfahrt und dann während der langen Stunden im Wasser zugezogen haben. Und indem er sie beschreibt, hält Elalamy den Roman ästhetisch im Gleichgewicht. Die deprimierende Szenerie des Fotos, die zynischen Ästheten so sehr stören mag – sie verleiht dem Roman seinen Realismus und bewahrt ihn so davor, zum bloßen Rührstück zu verkommen.“

Neben literarischen Texten schuf Elalamy grafische Werke für sein Buch Miniatures, eine Serie von fünfzig Kurzporträts und Collagen, die einen Querschnitt der modernen marokkanischen Gesellschaft darstellen und in einer gleichnamigen Ausstellung präsentiert wurden. Als bildender Künstler und Kurator war er in internationalen Ausstellungen vertreten, unter anderem bei Soundscapes im Haus der Kulturen der Welt, Berlin, und beim Festival von Avignon mit einer Inszenierung von Gestrandet. Elalamy ist außerdem Autor mehrerer Artikel über Bildwissenschaft, Fotografie und Mode, die sowohl in der nationalen als auch in der internationalen Presse erschienen sind.
Elalamy ist Gründungsmitglied und ehemaliger Präsident des marokkanischen Pen Clubs. Seine Bücher wurden ins Arabische, Englische, Spanische, Deutsche, Griechische und Niederländische übersetzt, und einige haben zu künstlerischen Projekten wie Ausstellungen oder der Präsentation von Literatur im öffentlichen Raum geführt. Hierzu zählen die musikalische Adaption von Paris mon bled, die Ausstellungen zu seinem Werk Miniatures sowie das Projekt Un roman dans la ville, das er unter dem Titel Nomade in Form einer urbanen literarischen Installation in Marrakesch, Rotterdam, Köln, Kopenhagen und Rabat präsentierte. Hierbei war sein Ziel, seinen Text in verschiedenen städtischen Räumen auf großformatigen Plakaten, anstatt lediglich in Buchform zu veröffentlichen.
Elalamy lehrt als Professor für Medien- und Kommunikationswissenschaft an der Université Ibn Tofail in Kenitra und lebt in Rabat. Seine Werke sind in marokkanischen Verlagen wie Le Fennec und Eddif, beide in Casablanca, erschienen.

## Werke
- Un Marocain à New York, Casablanca: Eddif, 1998.
- Les Clandestins, Eddif, 2000. (dt. Gestrandet, aus dem Französischen von Barbara Gantner. Mainz: Verlag Donata Kinzelbach, 2008.)
- Paris, mon bled, Eddif, 2002.
- Le Journal de YAE, Hors Champs, 2003.
- Miniatures, Hors Champs, 2004.
- Tqarqib Ennab, Khbar Bladna, 2005.
- Amour Nomade, La Croisée des Chemins, 2013. (dt. Nomade: eine Novelle in der Stadt, aus dem Französischen von Regina Keil-Sagawe. Hamburg: Osburg, Murmann, 2014.)
- Oussama mon amour, Casablanca: La Croisée Des Chemins, 2011.
- Drôle de Printemps, La Croisée des Chemins, 2015.
- Même pas mort, Casablanca: Le Fennec, 2018.
- C'est beau, la guerre, Le Fennec, 2019.
- J'ai fait un dream, Le Fennec, 2022.
- Big le Grand, Le Fennec, 2022.
- Drôles de révolutions, graphic novel, Illustration Yassine Hejjamy, Le Fennec, 2023.